# Darmzotte

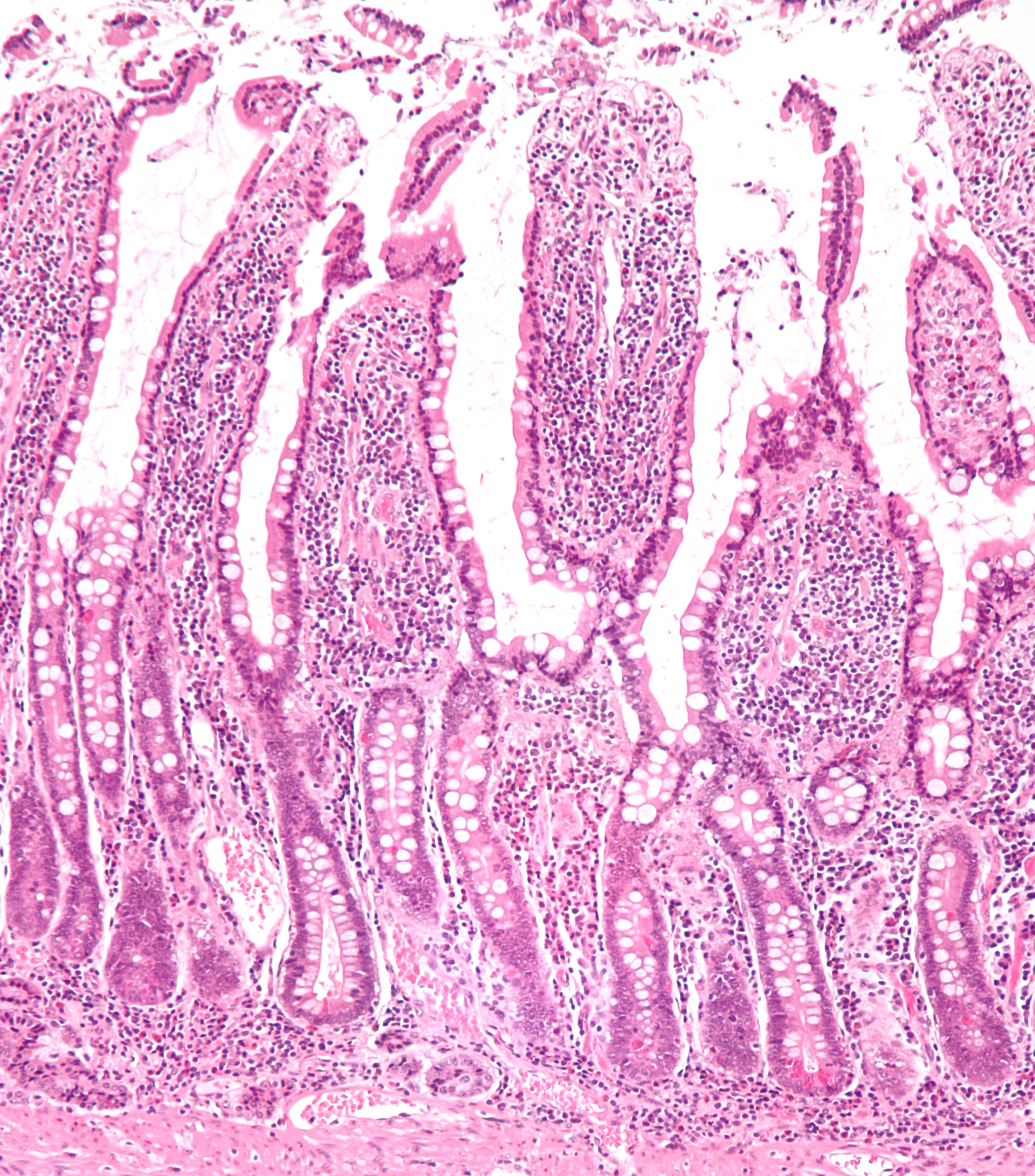
Dünndarmzotten im mikroskopischen Bild

Darmzotten (lateinisch Villi intestinales) sind blatt- bis fingerförmige Erhebungen der Dünndarmschleimhaut und dienen vor allem der Resorption. Einzelne Zotten sind ca. 1 mm lang und haben einen Durchmesser von ca. 0,1 mm. Durch die Bildung von Darmzotten und den Besatz der Darmepithelzellen mit Mikrovilli wird die Darmoberfläche erheblich vergrößert (beim Menschen auf ca. 180 m²). Insgesamt gibt es vier, nach anderen Quellen sechs bis sieben Millionen Darmzotten.
In den Vertiefungen zwischen den Zotten (Lieberkühn-Krypten) liegen zahlreiche Drüsenzellen. Sie bilden täglich bis zu drei Liter Verdauungssaft.
Zotten sind Fortsätze der Lamina propria, die von Epithel überzogen sind und in das Darmlumen hineinragen. Das Stroma besteht aus zellreichem Bindegewebe durch welches feinste Blutgefäße fließen. Außerdem ist in den Darmzotten ein System von Lymphgefäßen vorhanden.